# Otto Nordenskjöld

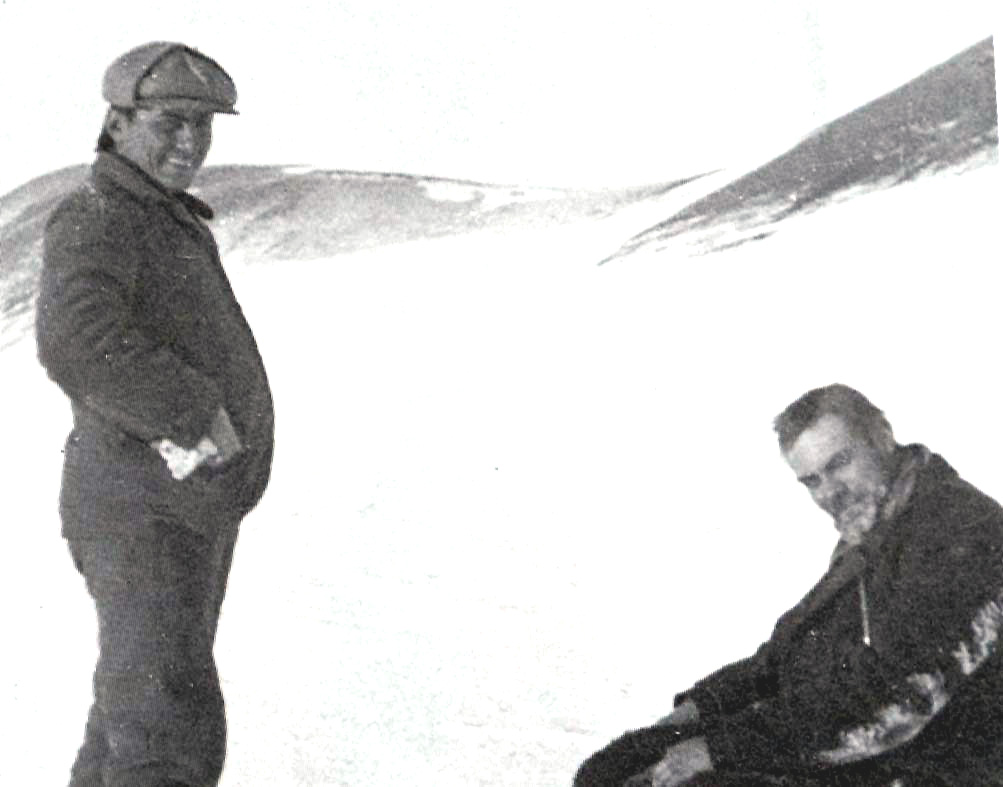
Nordenskjöld till höger, José María Sobral till vänster.

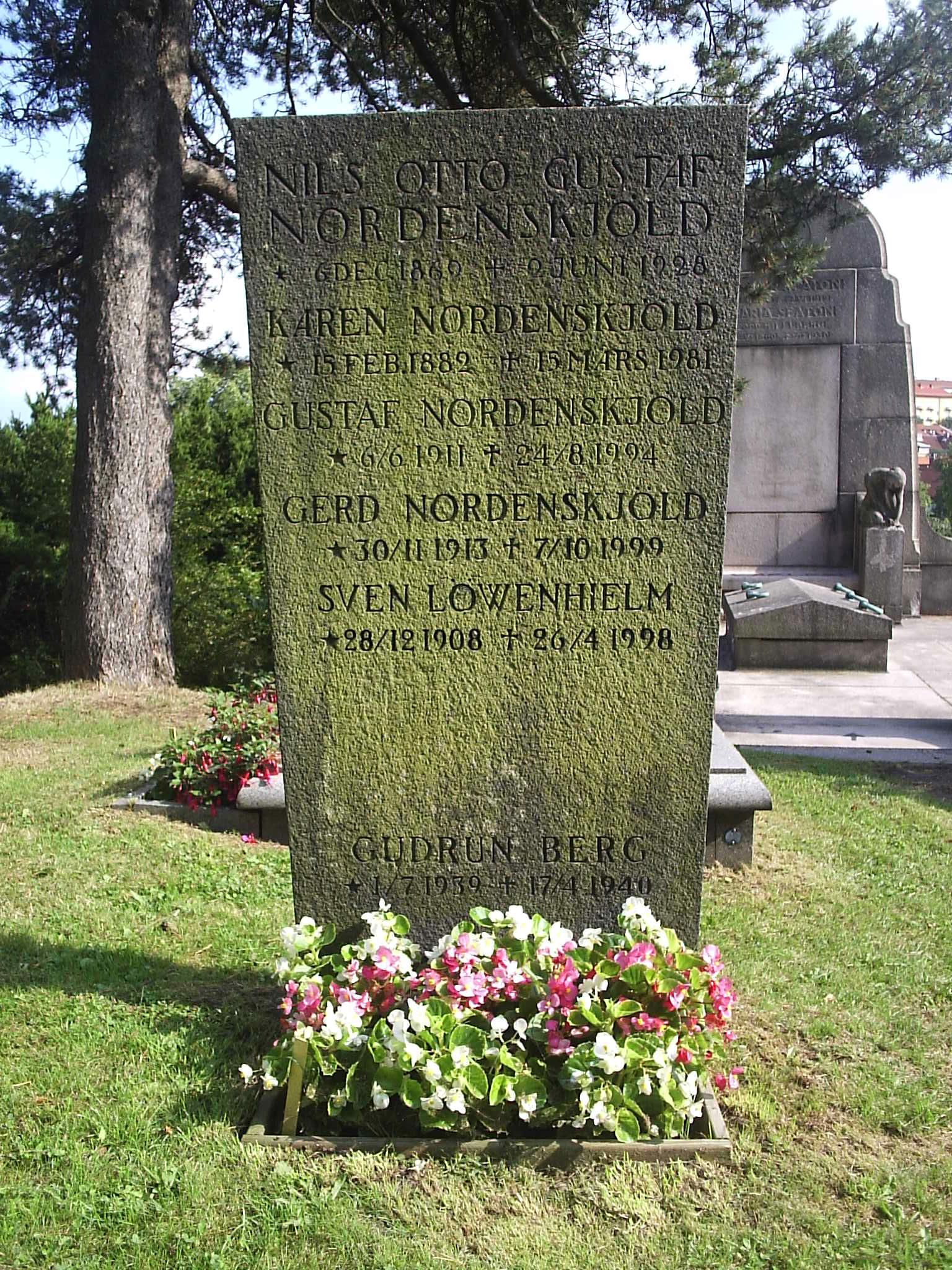
Otto Nordenskjölds familjegrav på Östra kyrkogården i Göteborg.

Nils Otto Gustaf Nordenskjöld, född 6 december 1869 på Sjögelö i Hässleby socken i Jönköpings län, död 2 juni 1928 i Göteborgs Annedals församling, var en svensk geolog, polarforskare, professor samt rektor vid Göteborgs handelshögskola. Han blev känd som ledare för den Första svenska Antarktisexpeditionen 1901 med skeppet "Antarctic".

## Biografi
Nordenskjöld blev filosofie kandidat vid Uppsala universitet 1889, filosofie licentiat 1894, promoverades där 1894 till filosofie doktor, och blev samma år knuten till universitetet som docent i mineral och geologi. Under åren 1895-1897 ledde han den Svenska expeditionen till Magellansländerna. År 1905 blev han professor i geografi (med handelsgeografi) och etnografi vid Göteborgs högskola, och åren 1914–1923 var han prorektor samt från 1923 rektor vid Handelshögskolan i Göteborg.
Otto Nordenskjöld var ordförande i Geografiska föreningen från 1908, ledamot av styrelsen för Göteborgs museum 1914, för Göteborgs stadsbibliotek 1914, för Göteborgs botaniska trädgård 1918, 8, för Kungliga och Hvitfeldtska  stipendieinrättningen 1919, vice ordförande i styrelsen för Broströmska donationen för Göteborgs Sjöfartsmuseum 1919, inspektor för Arbetareinstitutet, för Mathilda Halls skola och för Kvinnliga folkskoleseminariet.
Han invaldes som ledamot av och sekreterare i Kungliga Vetenskaps- och Vitterhets-Samhället i Göteborg 1908 och som ledamot av Kungliga Vetenskapsakademien 1916. Han var dessutom medlem av ett fyrtiotal andra vetenskapliga sällskap.

## Expeditioner

### Första Antarktisexpeditionen
Det var tänkt att en grupp under Nordenskjölds ledning skulle forska på Falklandsöarna och fartyget under tiden skulle fortsätta att segla omkring i Weddellhavet under befäl av kapten Carl Anton Larsen och forska. Men först stannade man vid Antarktiska halvöns nordspets. Nordenskjöld bestämde sig att börja med att kartera Snow Hillön och fortsatte därefter på Seymourön med samma arbete. När Antarctica inte kom tillbaka vid den bestämda tiden fortsatte Nordenskjöld till Pauletön.
Under Nordenskjölds vistelse på Snow Hill Island krossades fartyget den 12 februari 1903 i Weddellhavets ismassor och sjönk 25 mil från Pauletön. Manskapet vandrade 16 dagar över isen och kom till Pauletön där man byggde provisoriska stenhus med sina slädar som tak. Ett år senare hittades männen av Nordenskjöld. Eftersom Argentina hade försett expeditionen med proviant och förnödenheter mot att en argentinsk officer, Lieutenant José M. Sobral fick följa med, skickade man, då inget hördes av expeditionen, ut skeppet Uruguay, under befäl av Julian Irizar för att leta efter den. Samtliga expeditionsmedlemmar återfanns trötta men välbehållna och följde med tillbaka.

### Senare expeditioner
Otto Nordenskjöld företog senare forskningsresor till Grönland (1909) samt till Peru och Patagonien (1920-1921).

## Avled i trafikolycka
Nordenskjöld blev påkörd av en buss på en gata i Göteborg, och skadas så svårt att han avled den 2 juni 1928. Han är begravd på Östra kyrkogården i Göteborg.
Sexton dagar efter Nordenskjölds död förolyckades också hans norske kollega Roald Amundsen i en flygolycka.

## Familj
Otto Nordenskjölds föräldrar var överste Otto Gustaf Nordenskjöld (född 1831 i Hässleby) och Anna Elisabet Sofia Nordenskiöld (född 1841 i Finland), syster till Adolf Erik Nordenskiöld. Han gifte sig 1905 med norskfödda filosofie kandidaten Karen Antoinette Berg (1882–1981), dotter till direktör Lauritz Berg och Marta, född Bull. Han var far till direktör Gustaf Nordenskjöld och svärfar till överläkaren Gunnar Berg.

## Namngivningar
- Lago Nordenskjöld, i Patagonien påminner om hans första forskningsresa.
- Nordenskjölds land, har av den franske sydpolarforskaren Charcot getts den del av det antarktiska fastlandet söder om Kap Horn, som ligger mellan Louis-Philippe-Land och Konung Oscar II:s Land, ett område som Nordensskjöld själv kartlade under en sin slädfärd.
- Nordenskjölds barriäristunga, en av den engelska polarfararen R. F. Scott uppkallad egendomlig 40 km i havet utskjutande istunga vid Syd-Victoria land.
- Nordenskjöldsglaciären, belägen i Cumberlandviken på Syd-Georgien.
- Nordenskjöldaster, ett sjöborrsläkte från de äldsta kritlagren.
- Antarktis Nordenskjöldia, ett släkte fossila musslor från den yngsta kritan. *Nordensköldiella, en insekt tillhörande halvvingarne.[6]

## Utmärkelser
- Riddare av Nordstjärneorden.
- Kommendör av Alfonso den XIII:s orden med kraschan.
- Kommendör av Frans Josefsorden
- Officer av Hederslegionen
- Riddare av Dannebrogorden
- Chilenska förtjänstorden av andra klassen.